# 波尔·蒂尔迪姆
波尔·蒂尔迪姆（挪威語：Pål Tyldum，1942年3月28日—），挪威男子越野滑雪运动员。他曾代表挪威参加1968年、1972年和1976年冬季奥林匹克运动会越野滑雪比赛，获得二枚金牌和三枚银牌。